# Eilandlanspuntslang
De eilandlanspuntslang (Bothrops insularis) is een slang uit de familie adders (Viperidae) en de onderfamilie groefkopadders (Crotalinae).

## Naam en indeling
De wetenschappelijke naam van de soort werd voor het eerst voorgesteld door Afrânio Pompílio Gastos do Amaral in 1921. Oorspronkelijk werd de wetenschappelijke naam Lachesis insularis gebruikt.
De soortaanduiding insularis betekent vrij vertaald 'van het eiland'.

## Verspreiding en habitat
De soort komt uitsluitend voor op één bepaald eiland in Zuid-Amerika, endemisch in Brazilië in de staat São Paulo. De slang is, alleen hier, te vinden op het eiland Ilha da Queimada Grande. De habitat bestaat uit vochtige tropische en subtropische laaglandbossen.

## Uiterlijke kenmerken
De goudgeel gekleurde (daarom Engels: 'golden lancehead') slang bereikt een lichaamslengte van ongeveer 70 tot 90 centimeter, uitschieters kunnen tot een meter lang worden. De kop is duidelijk te onderscheiden van het lichaam door de aanwezigheid van een insnoering. De ogen zijn gemiddeld van grootte en hebben een verticale pupil. De slang heeft 23 tot 29 rijen schubben in de lengte op het midden van het lichaam en 171 tot 195 schubben aan de buikzijde. Onder de staart zijn 48 tot 65 staartschubben aanwezig. Het lichaam is langwerpig en de staartpunt is zeer behendig en wordt gebruikt als grijporgaan.

## Levenswijze
De vrouwtjes zetten geen eieren af maar zijn eierlevendbarend, de jongen komen levend ter wereld. Het aantal jongen per worp varieert tussen zes en twaalf. De slang is zeer giftig, de bioloog Afrânio Pompílio Gastos do Amaral die de slang beschreef vermoedde dat de slang het sterkste gif heeft van alle lanspuntslangen. Op het eiland waarop de slang leeft is zelfs de vuurtoren geautomatiseerd nadat drie vuurtorenwachters werden gedood na een beet van de slang.
Van de populatie bestond in de jaren 30 ongeveer 50 procent uit mannetjes, 10% uit vrouwtjes en 40% uit vrouwelijke dieren met mannelijke geslachtsorganen. Dit werd vermoedelijk veroorzaakt door inteelt. In 1955 bleek het aantal vrouwtjes met mannelijke geslachtsorganen zelfs 70% terwijl slechts 3% bestond uit normale vrouwtjes.
Op het menu staan voornamelijk vogels, die na een beet onmiddellijk verlamd worden zodat ze niet meer kunnen vliegen.

## Beschermingsstatus
Door de internationale natuurbeschermingsorganisatie IUCN is de beschermingsstatus 'ernstig bedreigd' toegewezen (Critically Endangered of CR).